# Railjet
Railjet (ortografiat railjet) este un tren de mare viteză al Căilor Ferate Austriece (ÖBB) și Căilor Ferate Cehe (ČD) care a fost introdus odată cu schimbarea mersului trenurilor din 2008-2009. Railjet circulă la viteze de până la 230 km/h (143 mph). Trenul este serviciul de vârf al ÖBB și operează atât intern, în Austria, cât și pe rute către orașe mari din țările adiacente, Germania, Ungaria, Elveția, Cehia, Italia (din 2017) și Slovacia (din 2018).

## Istoric
În loc să folosească automotoare electrice precum ICE 3 sau Shinkansen, ÖBB a optat pentru trenuri de mare viteză acționate de locomotive în configurația push–pull, trenuri ce puteau fi puse în mișcare de flota existentă de locomotive electrice EuroSprinter din clasa Taurus. Pe 9 februarie 2006, 9 luni după depunerea ofertelor sigilate, comitetul director al Căilor Ferate Federale Austriece a acordat Siemens un contract pentru construcția a 23 de trenuri a câte 7 vagoane, proiectul Siemens fiind considerat cel mai bun și cel mai puțin costisitor. În septembrie 2007, Siemens a primit o comandă suplimentară pentru încă 44 de trenuri Railjet. Valoarea totală a comenzii s-a ridicat la 798 de milioane de € pentru 469 de vagoane.
În septembrie 2011 Siemens a acceptat vânzarea a 16 trenuri Railjet către Căile Ferate Cehe (ČD); la origine, trenurile erau parte a comenzii incomplete către ÖBB. Trenurile ČD urmau să fie acționate de locomotive electrice Škoda din clasa 109E. În 2012, Căile Ferate Cehe au anulat comanda. Totuși, o comandă redusă de 7 bucăți a fost convenită în august 2012.
În iunie 2014 ÖBB a optat pentru restul de 9 bucăți din comanda de 16, plănuind să le folosească pe ruta Westbahn dintre Viena și Salzburg, precum și către Italia.
Prima unitate a fost produsă pe 15 septembrie 2008 și expusă la Graz, apoi la târgul internațional de transport InnoTrans, la sfârșitul lunii septembrie, iar apoi la expoziția Salzburger Verkehrstage, pe 15 octombrie. Primele trenuri railjet au intrat în teste la sfârșitul anului 2008.

## Garnituri

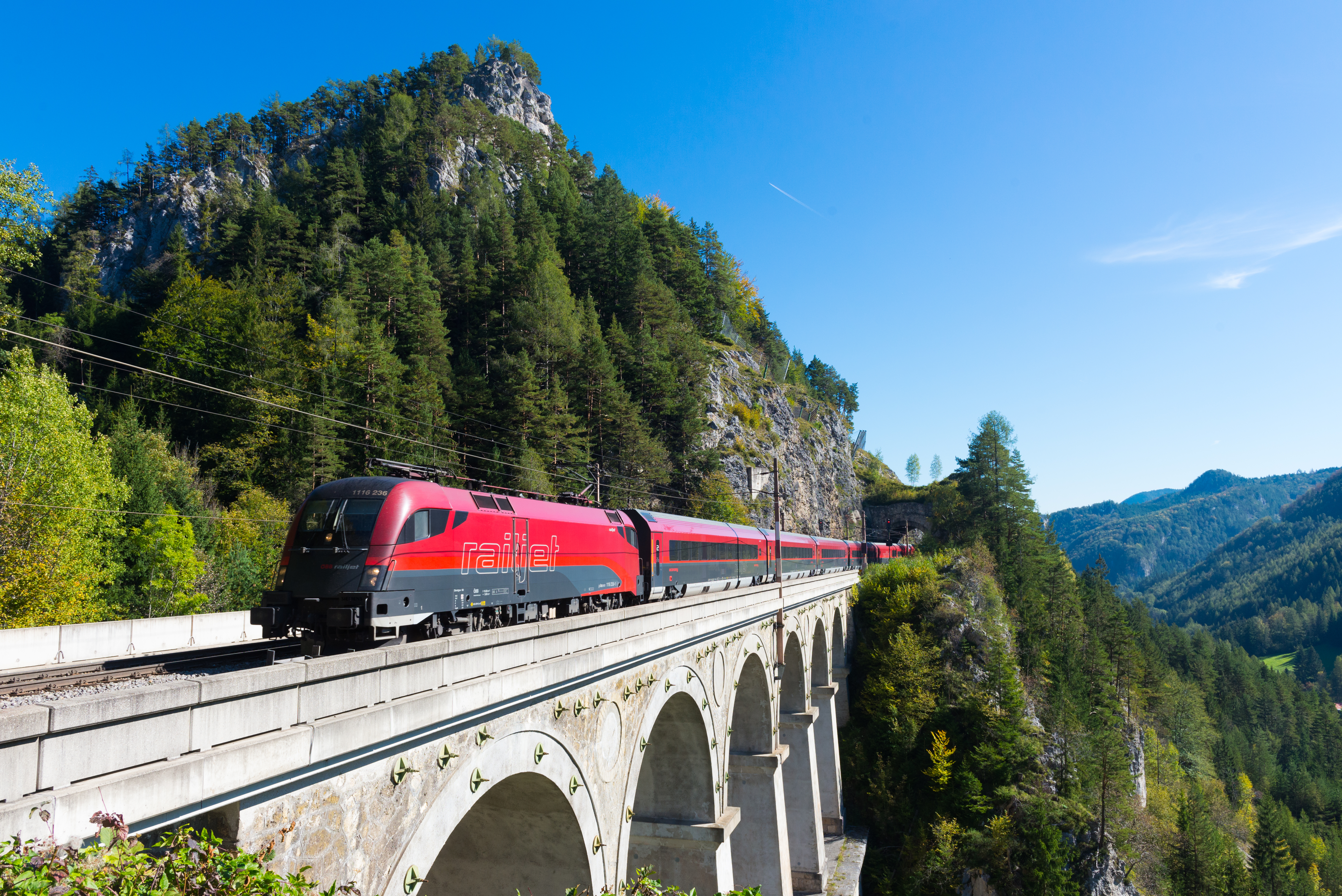
Railjet ÖBB parcurgând viaductul Krauselklause de pe calea ferată Semmering

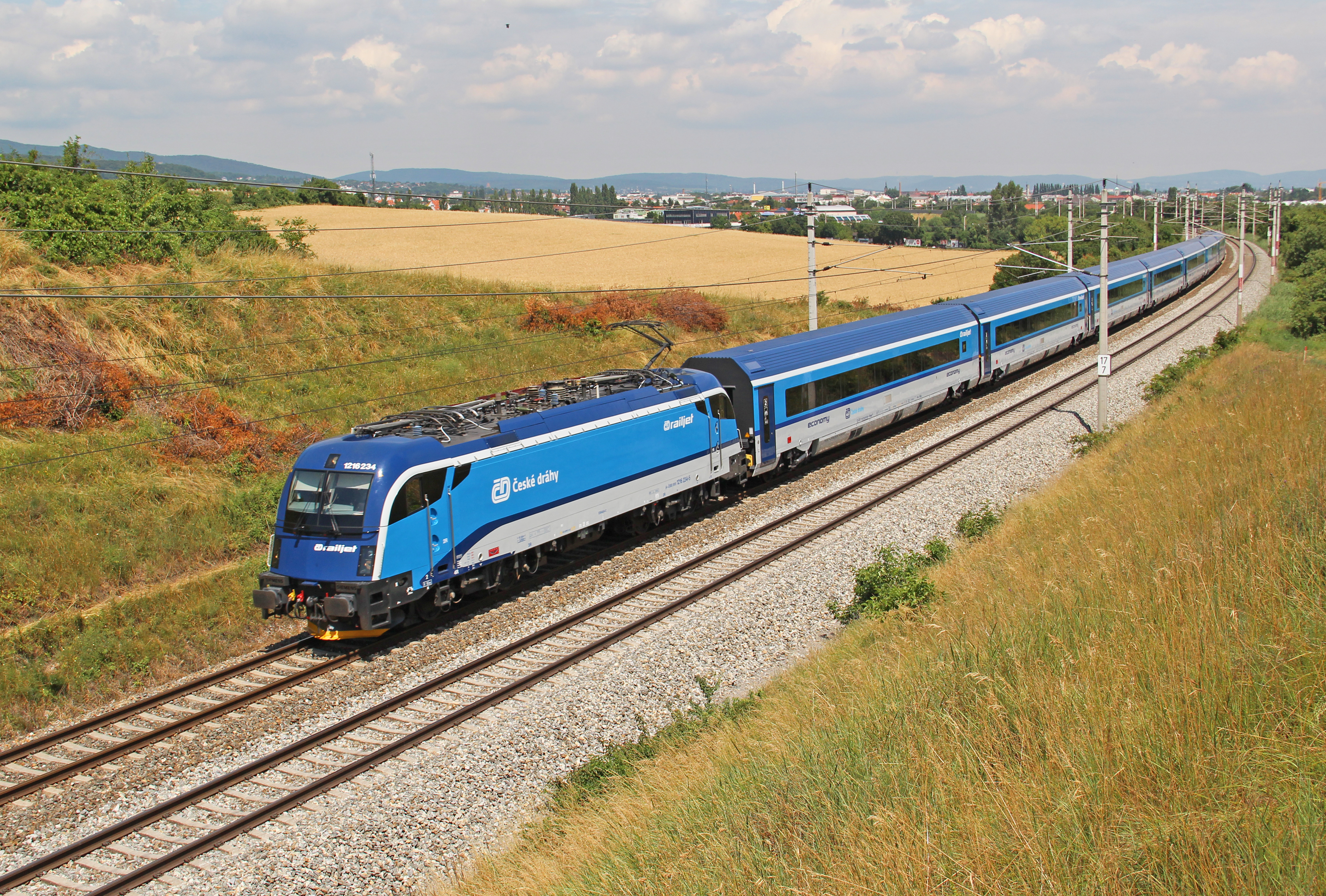
Railjet ČD spre Viena

O garnitură Railjet este alcătuită din șapte vagoane individuale cuplate permanent cu interconexiuni etanșe, dar cu cuple tampon și cârlig la capetele exterioare ale garniturii, adecvate pentru cuplarea cu tampoane și lanț cu bolț. Două garnituri complete cu două locomotive pot fi folosite în pereche, rezultând un tren cu 14 vagoane. Vagonul cel mai îndepărtat de locomotivă acționează ca vagon pilot. Numărul vagoanelor unui tren poate fi extins la zece într-o singură garnitură.
Compania de design industrial Spirit Design a fost contractată să se ocupe de designul exterior și interior și a prezentat trei scheme de culori, iar decorațiunile au fost decise printr-un vot organizat de tabloidul austriac Kronen Zeitung. În 2009, designul trenului a primit premiul Red Dot.

### Tracțiune
Vehiculele Railjet sunt proiectate să fie propulsate în sistem push-pull de locomotive electrice standard, mai precis de locomotivele Siemens ES64U2 și ES64U4 (clasele ÖBB 1116 și 1216 Taurus) deținute deja de Căile Ferate Federale Austriece, dar pot fi puse în mișcare și de alte locomotive electrice sau diesel.
Primele 23 de locomotive din clasa ÖBB 1116 folosite pentru serviciul Railjet au suferit câteva modificări: li s-au adăugat un al treilea pantograf și sistemele de siguranță esențiale pentru operarea în afara Austriei, în Elveția, Ungaria și Cehia. Astfel, pentru Elveția au fost adăugate sistemele Integra și ETCS, iar pentru Ungaria sistemul EVM 120
În plus, garniturilor le-au fost aplicate la exterior, sub nivelul podelei, panouri liniare colorate în argintiu care creează impresia de fluență. Un al doilea pachet de 20 de locomotive a fost echipat doar pentru lucrul în Austria și Germania, așa că nu a primit panourile argintii sau sistemele suplimentare de siguranță.

### Vehicule
Suprastructura vagoanelor este realizată din oțel ondulat laminat la rece, în timp ce forma vehiculului tractor derivă din cea a locomotivelor Taurus.
Vagoanele de pasageri sunt echipate cu frâne electropneumatice cu disc (3 pe axă în boghiuri SF400), precum și cu frâne electromagnetice și o frână de garare. Vehiculul tractor este dotat cu frână pe disc operată manual. Suspensia primară a boghiurilor este cu arcuri elicoidale, în timp ce suspensia secundară este pneumatică. Vehiculul tractor este codificat 'Afmpz', vagoanele din clasele premium și business sunt 'Ampz', vagonul 'bistro' sau restaurant este 'ARbmpz', iar vagoanele de la clasa economic sunt codificate 'Bmpz'.
Caroseria la roșu a vagoanelor de pasageri ale primelor unități a fost realizată de Siemens în Maribor, Slovenia. Asamblarea finală se face la uzina de utilaj feroviar de la Simmering, Viena; primele trei trenuri au fost asamblate de Siemens, restul de serviciul tehnic al ÖBB. Vehiculele motoare sunt construite de ÖBB Infrastruktur Bau în subantrepriza Siemens.
Siemens este antreprenorul general pentru vehiculele feroviare și promovează designul vagoanelor sub numele de Viaggio Comfort. Echipamentul de frânare este furnizat de Knorr-Bremse, aerul condiționat de Liebherr, iar ușile, cuplajele vagoanelor, scaunele și toaletele sunt fabricate de alți subcontractori.